# Красное (Кизлярский район)
Красное — село в Кизлярском районе Дагестана. Входит в состав Большеарешевского сельского поселения.

## Географическое положение
Населённый пункт расположен между каналами Карататаул и Шайтан-Прорва, в 5 км к юго-западу от центра сельского поселения — Большая Арешевка и в 30 км к северо-востоку от города Кизляр.

## История
Село образовано на землях помещика Англицова, полученных им 15 апреля 1779 года по предписанию генерал-майора Якоби. Впервые упоминается в списках 1836 года. Первоначально было заселено немцами-переселенцами из Таврии.

## Население
| 1926 | 1970 | 1989 | 2002 | 2010 | 2021 |
| ---- | ---- | ---- | ---- | ---- | ---- |
| 186  | ↘119 | ↗468 | ↘84  | ↗91  | ↘85  |

Национальный состав
По данным Всесоюзной переписи населения 1926 года:
| № | Национальность | Численность, чел. | Доля   |
| - | -------------- | ----------------- | ------ |
| 1 | русские        | 153               | 82,3 % |
| 2 | немцы          | 29                | 15,6 % |
| 3 | украинцы       | 4                 | 2,2 %  |

По результатам Всероссийской переписи населения 2010 года:
| № | Национальность | Численность, чел. | Доля   |
| - | -------------- | ----------------- | ------ |
| 1 | даргинцы       | 89                | 97,8 % |
| 2 | другие         | 2                 | 2,2 %  |

По данным Всероссийской переписи населения 2010 года, в селе проживал 91 человека (45 мужчин и 46 женщин).